# Арпенан
Арпена́н (фр. Arpenans) — коммуна во Франции, находится в регионе Франш-Конте. Департамент — Верхняя Сона. Входит в состав кантона Люр-Сюд. Округ коммуны — Люр.
Код INSEE коммуны — 70029.

## География
Коммуна расположена приблизительно в 330 км к юго-востоку от Парижа, в 55 км северо-восточнее Безансона, в 19 км к востоку от Везуля.
По территории коммуны протекают небольшие реки Лозен (фр. Lauzin) и Фондризон (фр. Fondrison).

## Население
Население коммуны на 2010 год составляло 240 человек.
| 1962 | 1968 | 1975 | 1982 | 1990 | 1999 | 2010 |
| ---- | ---- | ---- | ---- | ---- | ---- | ---- |
| 219  | 219  | 195  | 216  | 186  | 190  | 240  |

## Администрация
| Период | Период | Фамилия         | Партия | Примечания |
| ------ | ------ | --------------- | ------ | ---------- |
| 1989   | 2008   | Вильям Юмбер    |        |            |
| 2008   | 2014   | Реймон Томассен |        |            |

## Экономика

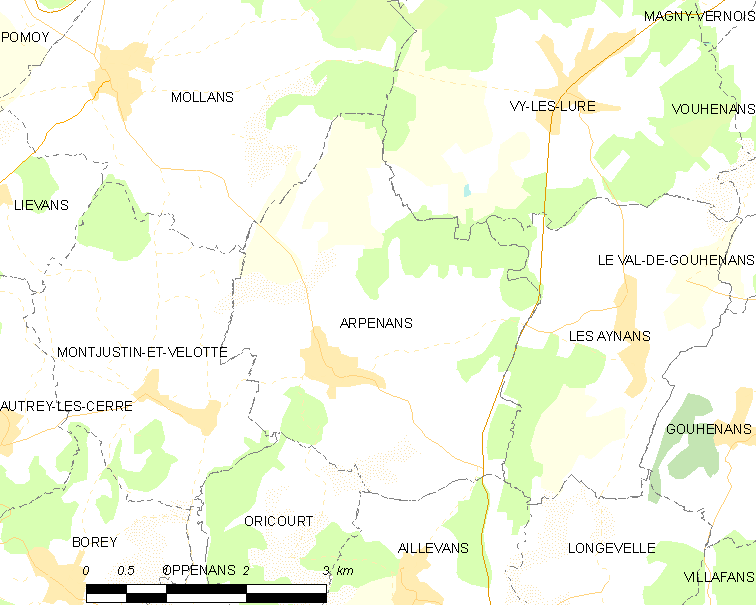
Карта коммуны

В 2010 году среди 148 человек трудоспособного возраста (15—64 лет) 105 были экономически активными, 43 — неактивными (показатель активности — 70,9 %, в 1999 году было 67,2 %). Из 105 активных жителей работали 92 человека (50 мужчин и 42 женщины), безработных было 13 (3 мужчины и 10 женщин). Среди 43 неактивных 10 человек были учениками или студентами, 23 — пенсионерами, 10 были неактивными по другим причинам.